# 중화민국 대륙 시기의 행정 구역

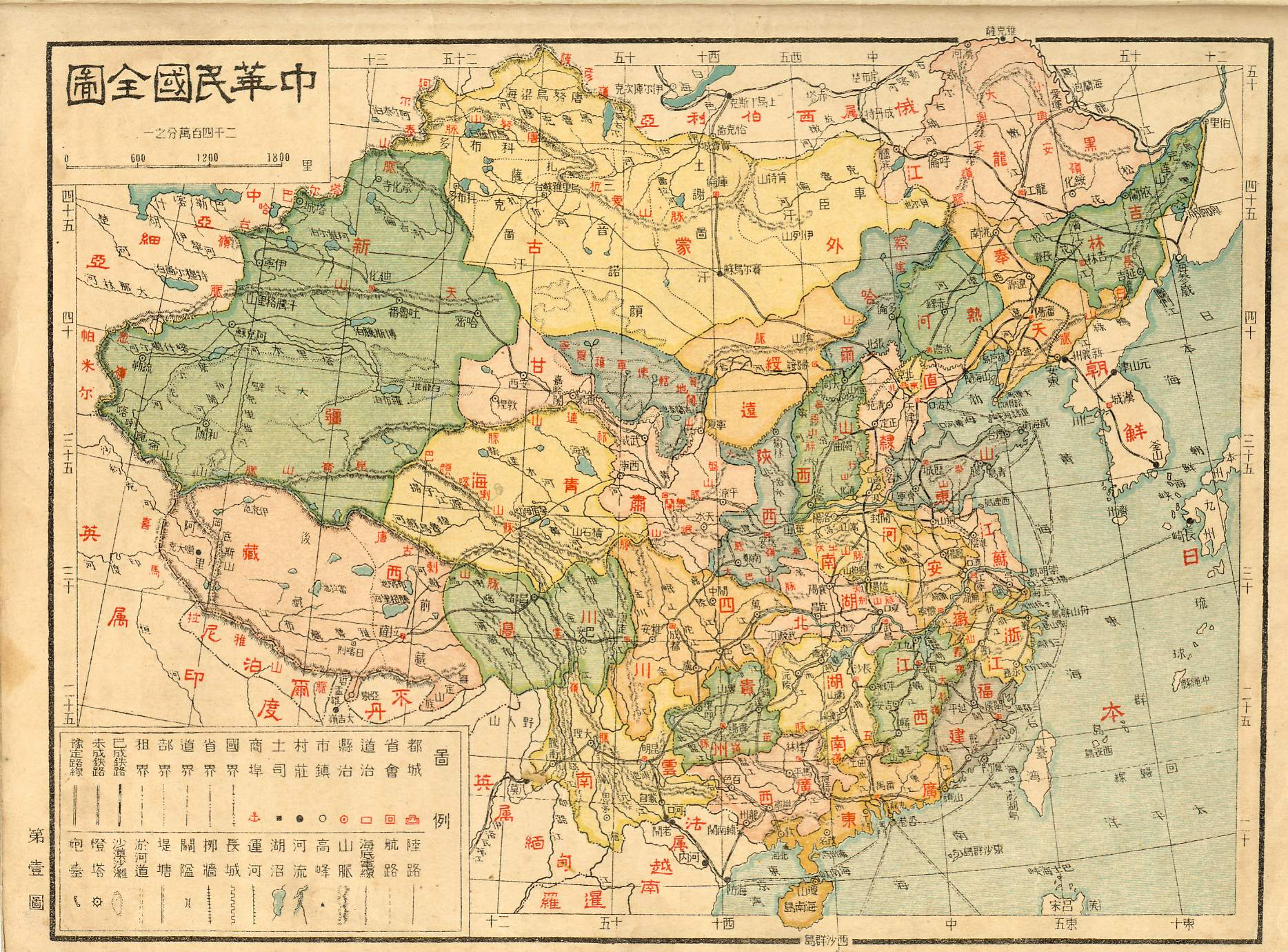
1926년에 제작된 중화민국의 지도

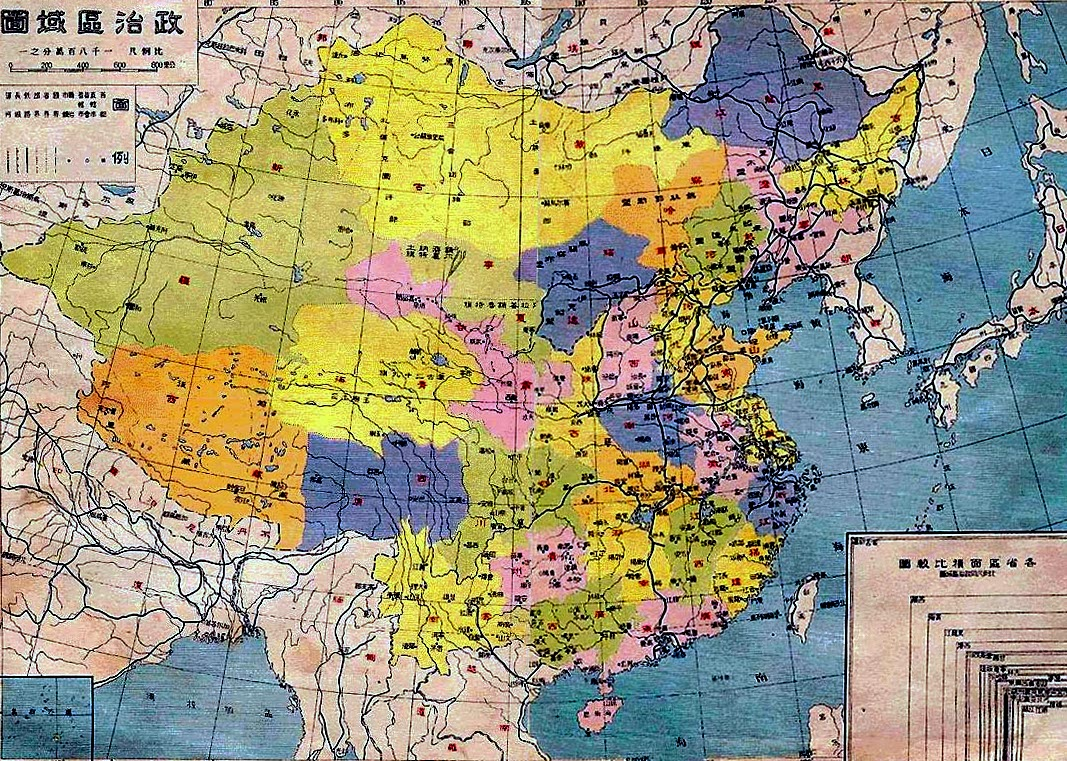
1936년에 제작된 중화민국의 지도

중화민국의 옛 행정 구역

중화민국의 공식 행정 구역과 영토 분쟁 지역

중화민국의 행정 구역과 중화인민공화국의 행정 구역 비교

이 문서는 중화민국이 수립된 1912년부터 국공 내전으로 인해 중화민국 정부가 대만으로 옮겨진 1949년까지 존재했던 중화민국 대륙 시기의 행정 구역에 대해서 다룬다.

## 1912년부터 1928년까지의 행정 구역
북양정부 시대였던 1912년부터 1928년까지 중화민국의 행정 구역은 22개 성(省), 4개 지방(地方), 4개 특별구(特別區), 3개 구역(區域)으로 구성되어 있었다.
- 22개 성: 즈리성(直隷省, 직례성), 펑톈성(奉天省, 봉천성), 지린성(吉林省, 길림성), 헤이룽장성(黑龍江省, 흑룡강성), 산둥성(山東省, 산동성), 허난성(河南省, 하남성), 산시성(山西省, 산서성), 장쑤성(江蘇省, 강소성), 안후이성(安徽省, 안휘성), 장시성(江西省, 강서성), 푸젠성(福建省, 복건성), 저장성(浙江省, 절강성), 후베이성(湖北省, 호북성), 후난성(湖南省, 호남성), 산시성(陝西省, 섬서성), 간쑤성(甘肅省, 감숙성), 신장성(新疆省, 신강성), 쓰촨성(四川省, 사천성), 광둥성(廣東省, 광동성), 광시성(廣西省, 광서성), 윈난성(雲南省, 운남성), 구이저우성(貴州省, 귀주성)
- 4개 지방: 징자오 지방(京兆地方, 경조 지방), 와이멍구 지방(外蒙古地方, 외몽골 지방), 시짱 지방(西藏地方, 서장 지방), 칭하이 지방(靑海地方, 청해 지방)
- 4개 특별구: 러허 특별구(熱河特別區, 열하 특별구), 차하얼 특별구(察哈爾特別區, 채합이 특별구), 쑤이위안 특별구(綏遠特別區, 수원 특별구), 촨볜 특별구(川邊特別區, 천변 특별구)
- 3개 구역: 아얼타이 구역(阿爾泰區域, 아이태 구역), 타얼바하타이 구역(塔爾巴哈臺區域, 탑이파합대 구역), 후룬베이얼 구역(呼倫貝爾區域, 호륜패이 구역)

## 1928년부터 1949년까지의 행정 구역
1928년 국민정부 수립과 함께 러허성(熱河省, 열하성), 차하얼성(察哈爾省, 채합이성), 쑤이위안성(綏遠省, 수원성), 시캉성(西康省, 서강성), 닝샤성(寧夏省, 영하성), 칭하이성(靑海省, 청해성)이 신설되었다.
1945년 일본 제국의 괴뢰 국가였던 만주국이 중화민국에 흡수되면서 랴오베이성(遼北省, 요북성), 안둥성(安東省, 안동성), 허장성(合江省, 합강성), 쑹장성(松江省, 송강성), 넌장성(嫩江省, 눈강성), 싱안성(興安省, 흥안성)이 신설되었고 같은 해에 타이완이 중화민국에 편입되면서 타이완성(臺灣省, 대만성)이 신설되었다. 1949년에는 하이난 특별행정구가 신설되었다.
1946년 중화민국은 몽골의 독립을 승인했지만 1953년 중소 우호 동맹 조약이 파기되면서 독립 승인을 철회했다. 1949년까지 중화민국의 행정 구역은 35개 성(省), 2개 지방(地方), 1개 특별행정구(特別行政區), 12개 원할시(院轄市)로 구성되어 있었다.
| 중화민국의 행정 구역 (1949년 당시 기준)                 | 중화민국의 행정 구역 (1949년 당시 기준)                 | 중화민국의 행정 구역 (1949년 당시 기준)                 | 중화민국의 행정 구역 (1949년 당시 기준)                 | 중화민국의 행정 구역 (1949년 당시 기준)                 | 중화민국의 행정 구역 (1949년 당시 기준)                 | 중화민국의 행정 구역 (1949년 당시 기준)                 |
| 35개 성(省), 2개 지방(地方), 1개 특별행정구(特別行政區) | 35개 성(省), 2개 지방(地方), 1개 특별행정구(特別行政區) | 35개 성(省), 2개 지방(地方), 1개 특별행정구(特別行政區) | 35개 성(省), 2개 지방(地方), 1개 특별행정구(特別行政區) | 35개 성(省), 2개 지방(地方), 1개 특별행정구(特別行政區) | 35개 성(省), 2개 지방(地方), 1개 특별행정구(特別行政區) | 35개 성(省), 2개 지방(地方), 1개 특별행정구(特別行政區) |
| 명칭                                                    | 약칭                                                    | 성 정부 소재지                                          |                                                         | 명칭                                                    | 약칭                                                    | 성 정부 소재지                                          |
| ------------------------------------------------------- | ------------------------------------------------------- | ------------------------------------------------------- | ------------------------------------------------------- | ------------------------------------------------------- | ------------------------------------------------------- | ------------------------------------------------------- |
| 간쑤성(甘肅省: 감숙성)                                  | 농(隴)                                                  | 란저우(蘭州: 난주)                                      | 안후이성(安徽省: 안휘성)                                | 완(皖)                                                  | 허페이(合肥: 합비)                                      |                                                         |
| 광둥성(廣東省: 광동성)                                  | 월(粵)                                                  | 광저우(廣州: 광주)                                      | 윈난성(雲南省: 운남성)                                  | 전(滇)                                                  | 쿤밍(昆明: 곤명)                                        |                                                         |
| 광시성(廣西省: 광서성)                                  | 계(桂)                                                  | 구이린(桂林: 계림)                                      | 장시성(江西省: 강서성)                                  | 간(贛)                                                  | 난창(南昌: 남창)                                        |                                                         |
| 구이저우성(貴州省: 귀주성)                              | 검(黔)                                                  | 구이양(貴陽: 귀양)                                      | 장쑤성(江蘇省: 강소성)                                  | 소(蘇)                                                  | 전장(鎭江: 진강)                                        |                                                         |
| 넌장성(嫩江省: 눈강성)                                  | 눈(嫩)                                                  | 치치하얼(齊齊哈爾: 제제합이)                            | 저장성(浙江省: 절강성)                                  | 절(浙)                                                  | 항저우(杭州: 항주)                                      |                                                         |
| 닝샤성(寧夏省: 영하성)                                  | 녕(寧)                                                  | 인촨(銀川: 은천)                                        | 지린성(吉林省: 길림성)                                  | 길(吉)                                                  | 지린(吉林: 길림)                                        |                                                         |
| 랴오닝성(遼寧省: 요녕성)                                | 요(遼)                                                  | 선양(瀋陽: 심양)                                        | 차하얼성(차하르 성, 察哈爾省: 채합이성)                 | 찰(察)                                                  | 장위안(張垣: 장원) (현재의 장자커우(張家口: 장가구)     |                                                         |
| 랴오베이성(遼北省: 요북성)                              | 도(洮)                                                  | 랴오위안(遼源: 요원)                                    | 칭하이성(青海省: 청해성)                                | 청(青)                                                  | 시닝(西寧: 서녕)                                        |                                                         |
| 러허성(熱河省: 열하성)                                  | 열(熱)                                                  | 청더(承德: 승덕)                                        | 타이완성(臺灣省: 대만성)                                | 대(臺)                                                  | 타이베이(臺北: 대북)                                    |                                                         |
| 산둥성(山東省: 산동성)                                  | 로(魯)                                                  | 지난(濟南: 제남)                                        | 푸젠성(福建省: 복건성)                                  | 민(閩)                                                  | 푸저우(福州: 복주)                                      |                                                         |
| 산시성(陝西省: 섬서성)                                  | 섬(陝)                                                  | 시안(西安: 서안)                                        | 허난성(河南省: 하남성)                                  | 예(豫)                                                  | 카이펑(開封: 개봉)                                      |                                                         |
| 산시성(山西省: 산서성)                                  | 진(晉)                                                  | 양취(陽曲: 양곡) (현재의 타이위안[太原])                | 허베이성(河北省: 하북성)                                | 기(冀)                                                  | 칭위안(清苑: 청원) (현재의 바오딩(保定: 보정)           |                                                         |
| 시캉성(西康省: 서강성)                                  | 강(康)                                                  | 캉딩(康定: 강정)                                        | 허장성(合江省: 합강성)                                  | 합(合)                                                  | 자무쓰(佳木斯: 가목사)                                  |                                                         |
| 신장성(新疆省: 신강성)                                  | 신(新)                                                  | 디화(迪化: 적화) (현재의 우루무치[烏魯木齊])            | 헤이룽장성(黑龍江省: 흑룡강성)                          | 흑(黑)                                                  | 베이안(北安: 북안)                                      |                                                         |
| 싱안성(興安省: 흥안성)                                  | 흥(興)                                                  | 하이라얼(海拉爾: 해랍이)                                | 후난성(湖南省: 호남성)                                  | 상(湘)                                                  | 창사(長沙: 장사)                                        |                                                         |
| 쑤이위안성(綏遠省: 수원성)                              | 수(綏)                                                  | 구이쑤이(歸綏: 귀수) (현재의 후허호아터[呼和浩特])      | 후베이성(湖北省: 호북성)                                | 악(鄂)                                                  | 우창(武昌: 무창)                                        |                                                         |
| 쑹장성(松江省: 송강성)                                  | 송(松)                                                  | 무단장(牡丹江: 목단강)                                  | 하이난 특별행정구(海南特別行政區: 해남특별행정구)       | 경(瓊)                                                  | 하이커우(海口: 해구)                                    |                                                         |
| 쓰촨성(四川省: 사천성)                                  | 천(川)                                                  | 청두(成都: 성도)                                        | 시짱 지방(西藏地方: 서장 지방)                          | 장(藏)                                                  | 라싸(拉薩: 납살)                                        |                                                         |
| 안둥성(安東省: 안동성)                                  | 안(安)                                                  | 퉁화(通化: 통화)                                        | 몽골 지방(蒙古地方: 몽고 지방)                          | 몽(蒙)                                                  | 쿠룬(庫倫: 고륜) (현재의 울란바토르)                    |                                                         |
| 12개 원할시(院轄市)                                     |                                                         |                                                         |                                                         |                                                         |                                                         |                                                         |
| 명칭                                                    | 약칭                                                    | 약칭                                                    |                                                         | 명칭                                                    | 약칭                                                    | 약칭                                                    |
| 광저우(廣州: 광주)                                      | 수(穗)                                                  | 수(穗)                                                  | 시안(西安: 서안)                                        | 호(鎬)                                                  | 호(鎬)                                                  |                                                         |
| 난징(南京: 남경)                                        | 경(京)                                                  | 경(京)                                                  | 충칭(重慶: 중경)                                        | 투(渝)                                                  | 투(渝)                                                  |                                                         |
| 다롄(大連: 대련)                                        | 련(連)                                                  | 련(連)                                                  | 칭다오(青島: 청도)                                      | 청(青)                                                  | 청(青)                                                  |                                                         |
| 베이핑(北平: 북평)                                      | 평(平)                                                  | 평(平)                                                  | 톈진(天津: 천진)                                        | 천(津)                                                  | 천(津)                                                  |                                                         |
| 상하이(上海: 상해)                                      | 호(滬)                                                  | 호(滬)                                                  | 하얼빈(哈爾濱: 합이빈)                                  | 합(哈)                                                  | 합(哈)                                                  |                                                         |
| 선양(瀋陽: 심양)                                        | 심(瀋)                                                  | 심(瀋)                                                  | 한커우(漢口: 한구)                                      | 한(漢)                                                  | 한(漢)                                                  |                                                         |

## 1949년부터까지 적용된 공식 행정 구역
1949년 국공 내전으로 인해 중화민국 정부가 타이완으로 옮겨진 뒤에도 중화민국은 명목상 중국을 대표하는 유일한 정통 국가라고 주장했기 때문에 1949년 당시의 행정 구역은 그대로 남았다.
| 중화민국의 공식 행정 구역 (1949년 ~)                    | 중화민국의 공식 행정 구역 (1949년 ~)                    | 중화민국의 공식 행정 구역 (1949년 ~)                    | 중화민국의 공식 행정 구역 (1949년 ~)                    | 중화민국의 공식 행정 구역 (1949년 ~)                    | 중화민국의 공식 행정 구역 (1949년 ~)                    | 중화민국의 공식 행정 구역 (1949년 ~)                    |
| 35개 성(省), 2개 지방(地方), 3개 특별행정구(特別行政區) | 35개 성(省), 2개 지방(地方), 3개 특별행정구(特別行政區) | 35개 성(省), 2개 지방(地方), 3개 특별행정구(特別行政區) | 35개 성(省), 2개 지방(地方), 3개 특별행정구(特別行政區) | 35개 성(省), 2개 지방(地方), 3개 특별행정구(特別行政區) | 35개 성(省), 2개 지방(地方), 3개 특별행정구(特別行政區) | 35개 성(省), 2개 지방(地方), 3개 특별행정구(特別行政區) |
| 명칭                                                    | 약칭                                                    | 성 정부 소재지                                          |                                                         | 명칭                                                    | 약칭                                                    | 성 정부 소재지                                          |
| ------------------------------------------------------- | ------------------------------------------------------- | ------------------------------------------------------- | ------------------------------------------------------- | ------------------------------------------------------- | ------------------------------------------------------- | ------------------------------------------------------- |
| 마카오(澳門: 오문)                                      | 문(門)                                                  | 마카오(澳門: 오문)                                      | 간쑤성(甘肅省: 감숙성)                                  | 농(隴)                                                  | 란저우(蘭州: 난주)                                      |                                                         |
| 안후이성(安徽省: 안휘성)                                | 완(皖)                                                  | 허페이(合肥: 합비)                                      | 광둥성(廣東省: 광동성)                                  | 월(粵)                                                  | 광저우(廣州: 광주)                                      |                                                         |
| 윈난성(雲南省: 운남성)                                  | 전(滇)                                                  | 쿤밍(昆明: 곤명)                                        | 광시성(廣西省: 광서성)                                  | 계(桂)                                                  | 구이린(桂林: 계림)                                      |                                                         |
| 장시성(江西省: 강서성)                                  | 간(贛)                                                  | 난창(南昌: 남창)                                        | 구이저우성(貴州省: 귀주성)                              | 검(黔)                                                  | 구이양(貴陽: 귀양)                                      |                                                         |
| 장쑤성(江蘇省: 강소성)                                  | 소(蘇)                                                  | 전장(鎭江: 진강)                                        | 넌장성(嫩江省: 눈강성)                                  | 눈(嫩)                                                  | 치치하얼(齊齊哈爾: 제제합이)                            |                                                         |
| 저장성(浙江省: 절강성)                                  | 절(浙)                                                  | 항저우(杭州: 항주)                                      | 닝샤성(寧夏省: 영하성)                                  | 녕(寧)                                                  | 인촨(銀川: 은천)                                        |                                                         |
| 지린성(吉林省: 길림성)                                  | 길(吉)                                                  | 지린(吉林: 길림)                                        | 랴오닝성(遼寧省: 요녕성)                                | 요(遼)                                                  | 선양(瀋陽: 심양)                                        |                                                         |
| 차하얼성(차하르 성, 察哈爾省: 채합이성)                 | 찰(察)                                                  | 장위안(張垣: 장원) (현재의 장자커우(張家口: 장가구)     | 랴오베이성(遼北省: 요북성)                              | 도(洮)                                                  | 랴오위안(遼源: 요원)                                    |                                                         |
| 칭하이성(青海省: 청해성)                                | 청(青)                                                  | 시닝(西寧: 서녕)                                        | 러허성(熱河省: 열하성)                                  | 열(熱)                                                  | 청더(承德: 승덕)                                        |                                                         |
| 타이완성(臺灣省: 대만성)                                | 대(臺)                                                  | 타이베이(臺北: 대북)주1                                 | 산둥성(山東省: 산동성)                                  | 로(魯)                                                  | 지난(濟南: 제남)                                        |                                                         |
| 푸젠성(福建省: 복건성)                                  | 민(閩)                                                  | 푸저우(福州: 복주)주2                                   | 산시성(陝西省: 섬서성)                                  | 섬(陝)                                                  | 시안(西安: 서안)                                        |                                                         |
| 허난성(河南省: 하남성)                                  | 예(豫)                                                  | 카이펑(開封: 개봉)                                      | 산시성(山西省: 산서성)                                  | 진(晉)                                                  | 양취(陽曲: 양곡) (현재의 타이위안[太原])                |                                                         |
| 허베이성(河北省: 하북성)                                | 기(冀)                                                  | 칭위안(清苑: 청원) (현재의 바오딩(保定: 보정)           | 홍콩(香港: 향항)                                        | 항(港)                                                  | 중사이(中西: 중서)                                      |                                                         |
| 시캉성(西康省: 서강성)                                  | 강(康)                                                  | 캉딩(康定: 강정)                                        | 허장성(合江省: 합강성)                                  | 합(合)                                                  | 자무쓰(佳木斯: 가목사)                                  |                                                         |
| 신장성(新疆省: 신강성)                                  | 신(新)                                                  | 디화(迪化: 적화) (현재의 우루무치[烏魯木齊])            | 헤이룽장성(黑龍江省: 흑룡강성)                          | 흑(黑)                                                  | 베이안(北安: 북안)                                      |                                                         |
| 싱안성(興安省: 흥안성)                                  | 흥(興)                                                  | 하이라얼(海拉爾: 해랍이)                                | 후난성(湖南省: 호남성)                                  | 상(湘)                                                  | 창사(長沙: 장사)                                        |                                                         |
| 쑤이위안성(綏遠省: 수원성)                              | 수(綏)                                                  | 구이쑤이(歸綏: 귀수) (현재의 후허호아터[呼和浩特])      | 후베이성(湖北省: 호북성)                                | 악(鄂)                                                  | 우창(武昌: 무창)                                        |                                                         |
| 쑹장성(松江省: 송강성)                                  | 송(松)                                                  | 무단장(牡丹江: 목단강)                                  | 하이난 특별행정구(海南特別行政區: 해남특별행정구)       | 경(瓊)                                                  | 하이커우(海口: 해구)                                    |                                                         |
| 쓰촨성(四川省: 사천성)                                  | 천(川)                                                  | 청두(成都: 성도)                                        | 시짱 지방(西藏地方: 서장 지방)                          | 장(藏)                                                  | 라싸(拉薩: 납살)                                        |                                                         |
| 안둥성(安東省: 안동성)                                  | 안(安)                                                  | 퉁화(通化: 통화)                                        | 몽골 지방(蒙古地方: 몽고 지방)                          | 몽(蒙)                                                  | 쿠룬(庫倫: 고륜) (현재의 울란바토르)                    |                                                         |
| 18개 직할시(直轄市)주3                                  |                                                         |                                                         |                                                         |                                                         |                                                         |                                                         |
| 명칭                                                    | 약칭                                                    | 약칭                                                    |                                                         | 명칭                                                    | 약칭                                                    | 약칭                                                    |
| 광저우(廣州: 광주)                                      | 수(穗)                                                  | 수(穗)                                                  | 충칭(重慶: 중경)                                        | 투(渝)                                                  | 투(渝)                                                  |                                                         |
| 난징(南京: 남경)                                        | 경(京)                                                  | 경(京)                                                  | 칭다오(青島: 청도)                                      | 청(青)                                                  | 청(青)                                                  |                                                         |
| 다롄(大連: 대련)                                        | 련(連)                                                  | 련(連)                                                  | 톈진(天津: 천진)                                        | 천(津)                                                  | 천(津)                                                  |                                                         |
| 베이핑(北平: 북평)                                      | 평(平)                                                  | 평(平)                                                  | 하얼빈(哈爾濱: 합이빈)                                  | 합(哈)                                                  | 합(哈)                                                  |                                                         |
| 상하이(上海: 상해)                                      | 호(滬)                                                  | 호(滬)                                                  | 한커우(漢口: 한구)                                      | 한(漢)                                                  | 한(漢)                                                  |                                                         |
| 선양(瀋陽: 심양)                                        | 심(瀋)                                                  | 심(瀋)                                                  | 가오슝(高雄: 고웅)                                      | 고(高)                                                  | 고(高)                                                  |                                                         |
| 시안(西安: 서안)                                        | 호(鎬)                                                  | 호(鎬)                                                  | 타오위안(桃園: 도원)                                    | 도(桃)                                                  | 도(桃)                                                  |                                                         |
| 신베이(新北: 신북)                                      | 신(新)                                                  | 신(新)                                                  | 타이난(臺南: 대남)                                      | 남(南)                                                  | 남(南)                                                  |                                                         |
| 타이베이(臺北: 대북)                                    | 북(北)                                                  | 북(北)                                                  | 타이중(臺中: 대중)                                      | 중(中)                                                  | 중(中)                                                  |                                                         |

주1: 타이완 성 성 정부 소재지는 1957년 6월 30일에 난터우현(南投縣: 남투현)의 중싱 신촌(中興新村: 중흥 신촌)으로 이전하였다.
주2: 푸젠 성의 성 정부 소재지는 1949년 8월에 진먼현(金門縣: 금문현)으로 이전하였다.
주3: 몽골 지방은 외몽골을 뜻한다. 중화민국은 몽골을 국가로 인정하지 않고, 중화민국 영토의 일부로 간주한다.
주4: 1949년에 중화민국 정부가 타이완(臺灣)으로 이전하기 전의 행정 구역은 35개 성, 1개 지방(몽골 제외), 3개 특별행정구, 12개 직할시(타이베이[臺北], 가오슝[高雄], 신베이[新北], 타이중[臺中], 타이난[臺南]은 이후에 승격되었다.)였다.
|}

## 같이 보기
- 중화민국의 행정 구역
- 대만의 행정 구역